# Akeley (krater)
För andra betydelser, se Akeley.
Akeley är en nedslagskrater på planeten Venus. Akeley har fått sitt namn efter den amerikanska äventyraren Delia Akeley.
Kratern har en diameter på ungefär 23 km.